# Czarne Oko
Czarne Oko (też: Izdebczyski Stawek) – niegdyś okresowy, obecnie praktycznie stały naturalny zbiornik wodny w masywie Babiej Góry w Beskidzie Żywieckim. Jeden z dwóch stawków położonych na wierzchowinie grzbietowej Babiej Góry. 

## Położenie
Stawek leży na wysokości 1412 m n.p.m., ok. 150 m na południowy wschód od siodła przełęczy Brona, na dnie najdłuższego rowu rozpadlinowego w masywie babiogórskim, zwanego Izdebczyskami, przy jego dolnym końcu. Tuż powyżej biegnie czerwono znakowany szlak turystyczny z Brony na Diablak.

## Pochodzenie
Jeszcze w latach 20. XX w. późną wiosną, po stopieniu wielkich mas długo zalegającego śniegu, tworzyła się w tym miejscu rozległa kałuża o trawiastym dnie, zanikająca po kilku tygodniach. Po stopniowym uszczelnieniu dna, począwszy od lat 40. zaczął się tworzyć okresowy stawek, który z końcem stulecia wysychał już tylko w wyjątkowo suche lata.

## Hydrografia
Powierzchnia stawku wynosi średnio od 20 do 30 m², głębokość maksymalnie 20–30 cm. Dno jest muliste, pokryte gnijącymi szczątkami roślinnymi, barwy czarnej – stąd nazwa stawku. Zamarza od października do maja.

## Fauna
Fauna stawku – ze względu na jego niewielkie rozmiary i długie zalodzenie – jest uboga. Występują w nim jednak dwa interesujące gatunki widłonogów z rodziny Calanidae: Mixodiaptomus tatricus (Wierz.) i Acanthodiaptomus denticornis (Wierz.), odkryte tu przez Krzysztofa Smagowicza na początku lat 60. XX w. Pierwszy z nich jest endemitem karpackim, występującym w masywie babiogórskim również w stawkach Mokrym, Markowym i Orawskim Dużym. Drugi to gatunek borealno-górski, żyjący również w Mokrym Stawku.